# Express AM7
Express AM7 ist ein kommerzieller Kommunikationssatellit der Russian Satellite Communications Company.
Er wurde am 19. März 2015 um 22:05 Uhr UTC mit einer Proton-M/Bris-M-Trägerrakete vom Raketenstartplatz Baikonur in eine geostationäre Umlaufbahn gebracht.
Der dreiachsenstabilisierte Satellit ist mit 36 Ku-Band-, 24 C-Band- und 2 L-Band-Transpondern ausgerüstet und soll von der Position 40° Ost aus Russland und die angrenzenden Bereiche mit Telekommunikationsdienstleistungen und Fernsehen versorgen. Er wurde auf Basis des Satellitenbus Eurostar E3000 der Airbus Defence and Space gebaut und besitzt eine geplante Lebensdauer von 15 Jahren. Den Auftrag zum Bau des Satelliten erhielt Airbus im März 2012.